# روبرت دورهام
روبرت دورهام (بالإنجليزية: Robert Durham)‏ هو لاعب كرة قدم أمريكية أمريكي، ولد في 1 يونيو 1983.